# حساب المثلثات الكروية

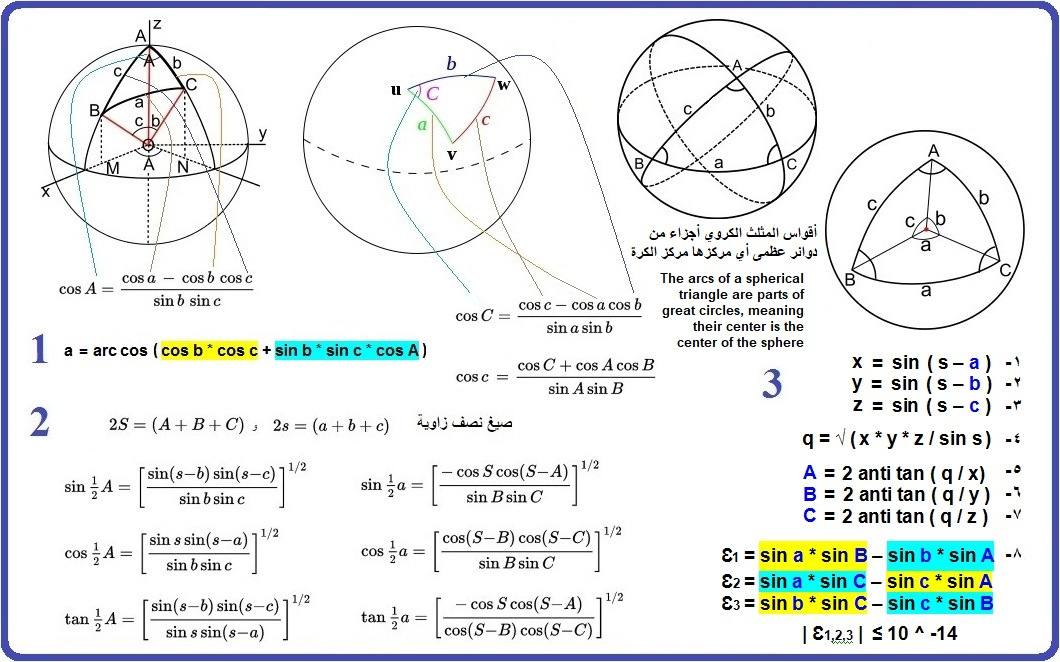
مختصر لأهم المعادلات الجبرية المستخدمة في حل المثلثات الكروية

في الرياضيات، حساب المثلثات الكروية (بالإنجليزية: Spherical Trigonometry)‏ هو فرع من فروع الهندسة الكروية، يهتم بالعلاقات الموجودة بين الدوال المثلثية لزوايا الأقواس (أو الجوانب) الكروية، وبالتحديد المثلثات الكروية، التي تحددها عدد من الدوائر العظمى المتقاطعة على الكرة. حساب المثلثات الكروية له أهمية كبيرة للحسابات في علم الفلك ومسح الأرض والملاحة.
من أجل المزيد من المعلومات حول أصول حساب المثلثات الكروية عند الإغريق والتطورات المهمة اللائي عرفها هذا المجال في العصر الإسلامي، انظر إلى تاريخ حساب المثلثات وإلى الرياضيات في عصر الحضارة الإسلامية.
جاء هذا الموضوع ليؤتي ثماره في العصور الحديثة المبكرة مع تطورات مهمة قام بها جون نابير وديلامبر وآخرون، وحصل على شكل كامل بشكل أساسي بحلول نهاية القرن التاسع عشر مع نشر كتاب تودهنتر «حساب المثلثات الكروية لاستخدام الكليات والمدارس» (Spherical trigonometry for the use of colleges and Schools). ومنذ ذلك الحين، تطورات مهمة كانت تطبيق طرق المتجهات واستخدام الطرق العددية.

## التمهيدات

ثمانية مثلثات كروية محددة بتقاطع ثلاث دوائر عظمى.

### المضلعات الكروية
المضلع الكروي هو متعدد الجوانب يقع على سطح الكرة يحدده عدد من أقواس الدوائر العظمى، والتي هي تقاطع السطح مع مستويات مارة بمركز الكرة.
قد يكون لهذه متعددات الجوانب (تسمى أيضًا الأقواس) أي عدد من الجوانب. مستويان يحددان هلالًا، يُطلق عليه أيضًا اسم «مضلع ثنائي» أو ثنائي الزوايا. النظير ثنائي الأضلاع للمثلث: مثال شائع هو السطح المنحني لقطعة كروية لبرتقالة. تحدد ثلاث مستويات مثلثا كرويا، الموضوع الرئيسي لهذه المقالة. تحدد أربع مستويات رباعيا كرويا: مثل هذا الشكل، والمضلعات ذات عدة أضلاع، يمكن دائمًا اعتبارها على أنها عدد من المثلثات الكروية.
من هذه النقطة سيقتصر المقال على مثلثات كروية، يشار إليها ببساطة على أنها «مثلثات».

### التدوين
- يُشار إلى كل من الرؤوس والزوايا في الرؤوس بالحروف الكبيرة نفسها A و B و C.
- الزوايا A، وB وC للمثلث متساوية مع الزوايا بين المستويات التي تتقاطع مع سطح الكرة. تقاس الزوايا بالراديان. تكون زوايا المثلثات الكروية «العادية» (بالاتفاق) أقل من π بحيث تكون π < A + B + C < 3π.[1]
- يُشار إلى الأضلاع (الأقواس أو جوانب المثلث) بأحرف صغيرة a، وb و c. على كرة الوحدة (كرة نصف قطرها يساوي 1)، أطوالها تساوي عدديًا قياس الزوايا التي تقابل أقواس الدائرة العظمى في المركز بالراديان. أضلاع المثلثات الكروية «العادية» تكون (بالاتفاق) أقل من π بحيث يكون 0 < a + b + c < 2π.[1]
- نصف قطر الكرة يؤخذ كوحدة (يساوي 1). بالنسبة للمعضلات العملية المحددة في نصف قطر الكرة R، يجب قسمة الأطوال المقاسة للأضلاع على R قبل استخدام المتطابقات الواردة أدناه. بطريقة مماثلة، بعد حساب في كرة الوحدة، يجب ضرب الأضلاع a، وb وc في R.

### المثلثات القطبية

المثلث القطبي

على الكرة التي مركزها O، نعتبر نقطتين A و B متمايزتين وليست متعاكستين قطريا. المستقيم الذي يشمل O ويعامد المستوي OAB ويقطع الكرة في نقطتين تسمى أقطاب المستوي (OAB).
بالنسبة للمثلث «العادي» ABC المرسوم على كرة، نسمي C' قطب المستوي (OAB) الواقع على نفس نصف الكرة التي تقع فيه C. نقوم بانشاء النقطتين A' وB' بنفس الطريقة. يسمى المثلث (A'B'C) بالمثلث القطبي للمثلث ABC.
تثبت مبرهنة مهمة جدًا أن زوايا وأضلاع المثلث القطبي تُعطى بواسطة:
{\displaystyle {\begin{alignedat}{3}A'&=\pi -a,&\qquad B'&=\pi -b,&\qquad C'&=\pi -c,\\a'&=\pi -A,&b'&=\pi -B,&c'&=\pi -C.\end{alignedat}}}
لذلك، إذا تم إثبات أي متطابقة للمثلث ABC، فيمكننا على الفور اشتقاق متطابقة ثانية بتطبيق المتطابقة الأولى على المثلث القطبي عن طريق إجراء التعويضات المذكورة أعلاه. هذه هي الطريقة التي يتم اشتقاق معادلات جيب التمام التكميلية من معادلات جيب التمام. المثلث القطبي للمثلث القطبي هو المثلث الأصلي.

### مجموع زوايا المثلثات
قد يصل مجموع زوايا المثلثات الكروية إلى 5π أي 900°، وقد يصل مجموع زوايا المثلثات الكروية «العادية» إلى 3π أي 540°.

## قوانين الجيب وجيب التمام

### قانون جيب التمام
قانون جيب التمام هي المتطابقة الأساسية لحساب المثلثات الكروية: جميع المتطابقات الأخرى، بما في ذلك قانون الجيب، قد تكون مشتقة من قاعدة جيب التمام.
{\displaystyle \cos a=\cos b\cos c+\sin b\sin c\cos A,\!}
{\displaystyle \cos b=\cos c\cos a+\sin c\sin a\cos B,\!}
{\displaystyle \cos c=\cos a\cos b+\sin a\sin b\cos C,\!}
تقارب هذه المتطابقات قاعدة جيب التمام للمثلثات المسطحة إذا كانت الأضلاع أصغر بكثير من نصف قطر الكرة. (في كرة الوحدة، إذا كانت a, b, c << 1: نضع {\displaystyle \sin a\approx a} و {\displaystyle \cos a\approx 1-{a^{2} \over 2}} وهكذا.)
في حال كانت أطوال الأقواس الثلاثة بالمثلث الكروي معلومة فيمكن استنتاج قيمة الزاوية المقابلة لكل قوس هكذا:
{\displaystyle {\displaystyle \cos A\ ={\frac {\cos a-\cos b\cos c}{\sin b\sin c}}}}
{\displaystyle {\displaystyle \cos B\ ={\frac {\cos b-\cos a\cos c}{\sin a\sin c}}}}
{\displaystyle {\displaystyle \cos C\ ={\frac {\cos c-\cos a\cos b}{\sin a\sin b}}}}

### قانون الجيب
تعطى قانون الجيب للمثلثات الكروية بواسطة الصيغة التالية:
{\displaystyle {\frac {\sin A}{\sin a}}={\frac {\sin B}{\sin b}}={\frac {\sin C}{\sin c}}.}
تقارب هذه المتطابقات قانون الجيب للمثلثات المسطحة عندما تكون الأضلاع أصغر بكثير من نصف قطر الكرة.

## المتطابقات

### قواعد جيب التمام للزوايا المتكاملة
تطبيق قواعد جيب التمام على المثلث القطبي يعطي، أي تعويض A بـ π-a، وa ب π-A ... إلخ.
{\displaystyle {\begin{aligned}\cos A&=-\cos B\,\cos C+\sin B\,\sin C\,\cos a,\\\cos B&=-\cos C\,\cos A+\sin C\,\sin A\,\cos b,\\\cos C&=-\cos A\,\cos B+\sin A\,\sin B\,\cos c.\end{aligned}}}

### صيغ ظل التمام للأجزاء الأربعة للمثلث
يمكن كتابة الأجزاء الستة للمثلث بترتيب دائري كـ (aCbAcB). تربط «صيغ ظل التمام»، أو «صيغ الأجزاء الأربعة»، قوسين وزاويتين مشكلة أربعة أجزاء متتالية حول المثلث، على سبيل المثال (aCbA) أو (BaCb). في مثل هذه المجموعة توجد أجزاء داخلية وخارجية: على سبيل المثال في المجموعة (BaCb) تكون الزاوية الداخلية C، والقوس الداخلي هو a، والزاوية الخارجية B، والقوس الخارجي هو b. يمكن كتابة قاعدة ظل التمام على النحو التالي:
cos (القوس الداخلي) cos(الزاوية الداخلية) = cot(القوس الخارجي) sin(القوس الداخلي) - cot(الزاوية الخارجية) sin(الزاوية الداخلية)
والمقصود بخارجية وخارجي هُنا أي تقع في الشِّقِّ الثاني من المُعادلة بعد علامة "="، وداخلية وداخلي مقصود يقعان قبل علامة يساوي ولذلك توضع الخوارج على طرفي القوسين والدواخل في وسطي القوسين بين الرَّمزين اللذين على الطرفين اليمين واليسار.
وتكتب المعادلة بحيث يكون الدواخل قبل علامة = على اليسار مع دالة الجيب sin والخوارج مع دالة ظل التمام cot ؛
والمعادلات السِّتَّة المُمْكِنة هي (مع المجموعة ذات الصلة الموضحة على اليمين):
{\displaystyle {\begin{array}{lll}{\text{(CT1)}}\quad &\cos b\,\cos C=\cot a\,\sin b-\cot A\,\sin C,\qquad &(aCbA)\\[0ex]{\text{(CT2)}}&\cos b\,\cos A=\cot c\,\sin b-\cot C\,\sin A,&(CbAc)\\[0ex]{\text{(CT3)}}&\cos c\,\cos A=\cot b\,\sin c-\cot B\,\sin A,&(bAcB)\\[0ex]{\text{(CT4)}}&\cos c\,\cos B=\cot a\,\sin c-\cot A\,\sin B,&(AcBa)\\[0ex]{\text{(CT5)}}&\cos a\,\cos B=\cot c\,\sin a-\cot C\,\sin B,&(cBaC)\\[0ex]{\text{(CT6)}}&\cos a\,\cos C=\cot b\,\sin a-\cot B\,\sin C,&(BaCb).\end{array}}}
قَد يكون القانون أسهل لو كتب بصيغة دالَّة الظِّل tan في المَقام هكذا :
{\displaystyle \cos b\ .\cos C={\frac {\sin b}{\tan a}}-{\frac {\sin C}{\tan A}}}
حيث b و C داخليان أي مع دالة الجيب وفي الطرف الذي يسبق علامة = من المُعادلة ، a و A خارجيان أي مع دالة الظل tan في المقام والتي = المعكوس الضَّربي لدالة ظل التمام ويلاحظ أن a و  A عبارة عن زاوية وقوس مقابلة لها عكس ، C و b حيث لا عِلاقة بينهما ؛
ملحوظة : الرَّموز ( . ) و ( * ) و ( × ) أو الفراغ ( ) بين رمزين كُلها تُشير للضرب في المُعادلات .

### متطابقات نصف الزاوية ونصف الضلع
مع {\displaystyle 2s=(a+b+c)} و{\displaystyle 2S=(A+B+C)}:
{\displaystyle {\begin{aligned}&\sin {\textstyle {\frac {1}{2}}}A=\left[{\frac {\sin(s{-}b)\sin(s{-}c)}{\sin b\sin c}}\right]^{1/2}&\qquad &\sin {\textstyle {\frac {1}{2}}}a=\left[{\frac {-\cos S\cos(S{-}A)}{\sin B\sin C}}\right]^{1/2}\\[2ex]&\cos {\textstyle {\frac {1}{2}}}A=\left[{\frac {\sin s\sin(s{-}a)}{\sin b\sin c}}\right]^{1/2}&\qquad &\cos {\textstyle {\frac {1}{2}}}a=\left[{\frac {\cos(S{-}B)\cos(S{-}C)}{\sin B\sin C}}\right]^{1/2}\\[2ex]&\tan {\textstyle {\frac {1}{2}}}A=\left[{\frac {\sin(s{-}b)\sin(s{-}c)}{\sin s\sin(s{-}a)}}\right]^{1/2}&\qquad &\tan {\textstyle {\frac {1}{2}}}a=\left[{\frac {-\cos S\cos(S{-}A)}{\cos(S{-}B)\cos(S{-}C)}}\right]^{1/2}\end{aligned}}}
يبدأ إثبات  الصيغة الأولى من المتطابقة {\displaystyle 2\sin ^{2}(A/2)=1-\cos A}، باستخدام قانون جيب التمام للتعبير عن A بدلالة القوسين وتعويض مجموع جيب التمام بجداء (طالع متطابقات تحويل المجموع إلى الجداء). تبدأ الصيغة الثانية من المتطابقة {\displaystyle 2\cos ^{2}(A/2)=1+\cos A}، والصيغة الثالثة هي حاصل القسمة ويتبع الباقي بتطبيق النتائج على المثلث القطبي.

### مُماثِلات ديلامبر (أو غاوس)
{\displaystyle {\begin{aligned}&\\{\frac {\sin {\textstyle {\frac {1}{2}}}(A{+}B)}{\cos {\textstyle {\frac {1}{2}}}C}}={\frac {\cos {\textstyle {\frac {1}{2}}}(a{-}b)}{\cos {\textstyle {\frac {1}{2}}}c}}&\qquad \qquad &{\frac {\sin {\textstyle {\frac {1}{2}}}(A{-}B)}{\cos {\textstyle {\frac {1}{2}}}C}}={\frac {\sin {\textstyle {\frac {1}{2}}}(a{-}b)}{\sin {\textstyle {\frac {1}{2}}}c}}\\[2ex]{\frac {\cos {\textstyle {\frac {1}{2}}}(A{+}B)}{\sin {\textstyle {\frac {1}{2}}}C}}={\frac {\cos {\textstyle {\frac {1}{2}}}(a{+}b)}{\cos {\textstyle {\frac {1}{2}}}c}}&\qquad &{\frac {\cos {\textstyle {\frac {1}{2}}}(A{-}B)}{\sin {\textstyle {\frac {1}{2}}}C}}={\frac {\sin {\textstyle {\frac {1}{2}}}(a{+}b)}{\sin {\textstyle {\frac {1}{2}}}c}}\end{aligned}}}

### مُماثِلات نابير
فيما يلي مماثلات نابير:
{\displaystyle {\begin{aligned}&&\\[-2ex]\displaystyle {\tan {\textstyle {\frac {1}{2}}}(A{+}B)}={\frac {\cos {\textstyle {\frac {1}{2}}}(a{-}b)}{\cos {\textstyle {\frac {1}{2}}}(a{+}b)}}\cot {\textstyle {\frac {1}{2}}C}&\qquad &{\tan {\textstyle {\frac {1}{2}}}(a{+}b)}={\frac {\cos {\textstyle {\frac {1}{2}}}(A{-}B)}{\cos {\textstyle {\frac {1}{2}}}(A{+}B)}}\tan {\textstyle {\frac {1}{2}}c}\\[2ex]{\tan {\textstyle {\frac {1}{2}}}(A{-}B)}={\frac {\sin {\textstyle {\frac {1}{2}}}(a{-}b)}{\sin {\textstyle {\frac {1}{2}}}(a{+}b)}}\cot {\textstyle {\frac {1}{2}}C}&\qquad &{\tan {\textstyle {\frac {1}{2}}}(a{-}b)}={\frac {\sin {\textstyle {\frac {1}{2}}}(A{-}B)}{\sin {\textstyle {\frac {1}{2}}}(A{+}B)}}\tan {\textstyle {\frac {1}{2}}c}\end{aligned}}}

### قواعد الأجزاء الخمسة
التعويض بقانون جيب التمام الثالث في القانون الأول وتبسيطه يعطي:
{\displaystyle \cos a=(\cos a\,\cos c+\sin a\,\sin c\,\cos B)\cos c+\sin b\,\sin c\,\cos A}
{\displaystyle \cos a\,\sin ^{2}c=\sin a\,\cos c\,\sin c\,\cos B+\sin b\,\sin c\,\cos A}
يعطي حذف العامل {\displaystyle \sin c} :
{\displaystyle \cos a\sin c=\sin a\,\cos c\,\cos B+\sin b\,\cos A}
تعطي التعويضات المشابهة في صيغ جيب التمام والصيغ التكميلية لجيب التمام مجموعة كبيرة ومتنوعة من قواعد الأجزاء الخمسة. ولكنها نادرا ما تُستخدَم.

## التاريخ
أسهم عالما الفلك والرياضيات اليونانيين أبرخش ومنيلاوس الإسكندري، وعلماء عصر الحضارة الإسلامية والهنود إسهامًا كبيراً في حساب المثلثات، وخاصة حساب المثلثات الكروية؛ من أشهرهم باسكارا الثاني ومنصور بن عراق وأبو الوفاء البوزجاني والبيروني الذين برهنوا على قانون الجيب لأي مثلث وكذلك الصيغ للمثلثات القائمة. يحتل حساب المثلثات الكروية مكانًا مهمًا في رسائل علماء الفلك المسلمين وتخصص له رسائل محددة، مثل رسالة «مجهولات قِسِي الكرة» لابن معاذ الجيّاني (القرن الحادي عشر)، وهو عالم رياضيات من الأندلس، ورسالة «شكل القطاع» لنصير الدين الطوسي (القرن الثالث عشر).

## وصلات خارجية
- جزء من كتاب جامعي يتحدث عن حساب المثلثات الكروية
- كتاب عن حساب المثلثات ترجمه محمد أفندي دقله من الفرنسية إلى العربية بمدرسة المهندسخانة الخديوية المصرية (يعود هذا الكتاب لفترة محمد علي باشا)، المكتبة الوطنية النمساوية.